# Ginger Reef
Das Ginger Reef ist ein Riff vor der Georg-V.-Küste im Australischen Antarktis-Territorium. Es gehört zu den Mackellar-Inseln vor dem Kap Kap Denison in der Commonwealth-Bucht und liegt nordnordwestlich von Lassesen Island am nördlichen Ende der Inselgruppe.
Teilnehmer der Australasiatischen Antarktisexpedition (1911–1914) unter der Leitung des australischen Polarforschers Douglas Mawson entdeckten es. Benannt ist das Riff nach einem der Schlittenhunde der Forschungsreise. Dieser wiederum trug seinen Namen aufgrund seiner Fellfarbe (englisch ginger ‚fuchsrot, rötlich braun‘).